# Binary Runtime Environment for Wireless
Binary Runtime Environment for Wireless (kurz Brew) ist eine von Qualcomm entwickelte Anwendungsplattform für Smartphones. Sie unterstützt alle verbreiteten Mobilfunkstandards wie beispielsweise GSM/GPRS, UMTS und CDMA. Brew wird hauptsächlich zur Entwicklung von Spielen verwendet und konkurriert damit direkt mit der Java-ME-Plattform.

## Entwicklung
Brew-Anwendungen werden mit dem Brew-SDK in C oder C++ entwickelt. Das SDK enthält den Brew Emulator. bzw. ab Version 3.0 den Brew-Simulator zum Testen einer Anwendung. Brew stellt eine vollständige API zur Entwicklung von Anwendungen bereit.
Im Gegensatz zur JavaME-Plattform können auf einem Endgerät nur zertifizierte Anwendungen gestartet werden. Dazu muss die Anwendung vom Entwickler digital signiert werden und das TRUE BREW Testing-Programm durchlaufen.

## Endgeräte
Eines der allerersten Geräte war das BenQ Siemens EF81, welches im Dezember 2005 erstmals der Öffentlichkeit vorgestellt wurde.
Das erste aktuelle im Jahr 2010 unter Brew laufende Smartphone ist das HTC Smart. Dieses verfügt neben Brew noch über die HTC-eigene Benutzeroberfläche Sense.